# Stamboom Willem van Oranje-Nassau (1840-1879)
Dit is de stamboom van Willem van Oranje-Nassau (1840-1879).
| Grootouders        | Willem II (1792-1849) x 1816 Anna Romanov (1795-1865)            | Willem I van Württemberg (1781-1864) x 1816 Catharina Romanov (1788-1819) |
| Ouders             | Willem III (1817-1890) x 1839 Sophia van Württemberg (1818-1877) | Willem III (1817-1890) x 1839 Sophia van Württemberg (1818-1877)          |
| Willem (1840-1879) |                                                                  |                                                                           |
| Kinderen           | -                                                                | -                                                                         |